# 飛龍3
飛龍3（ひりゅう3）は、有村産業が運航していたフェリー。

## 概要
1985年に福岡造船で建造され、那覇 - 宮古 - 石垣 - 基隆・高雄間などに就航。合理化と積載能力向上と旅客設備の快適化を目指し、省エネ形エンジンの搭載による燃費の節減などを行った。
1997年に韓国Semo Marine Companyに売却され「Semo Express Ferry 2」、1999年にはDong Yang Express Ferry「Cozy Island」として運航。
2013年に「Wihan Sejahtera」としてインドネシアTrimitra Samudraに売却されスラバヤ発着の航路で運航されていたが、2015年11月にラモン湾にて沈没した。

## 船内
輸送力向上を図るべく車両甲板のクリアランスを高くし20ftコンテナの二段積みを可能とし、また旅客設備はパブリックスペースの改善を図った。
2階（船橋甲板）
- ロイヤルルーム（3名×2室） - セミダブルベッド、ソファベッド[3]
- 特等室（10名×2室） - 二段ベッド、ソファベッド、畳敷き和室[3]
- 1等室（14名×8室） - 二段ベッド、ソファベッド[3]
- サロン
- レストラン（72席）
- グリルバー（15席）
- 免税売店

1階（Cデッキ）
- 2等室（24名×2室・23名×8室） - 絨毯敷き和室[3]
- エントランス
- 案内所・売店
- シャワー室
- ホール（2等室定員130名）

この他ダイビングプールも設置されていた。